# International Association for the Study of Pain
Vous pouvez aider à l'améliorer ou bien discuter des problèmes sur sa page de discussion.
- La traduction est incomplète. (Marqué depuis mai 2022)
- Il est à actualiser. Certains passages sont obsolètes ou annoncent des événements désormais passés. (Marqué depuis mai 2022)

La International Association for the Study of Pain (IASP) est une association professionnelle internationale qui promeut la recherche, l'éducation et les politiques pour la connaissance et la gestion de la douleur. L'IASP a été fondée en 1973, après la conférence Seattle-Issaquah, à l'initiative de John Bonica. Son secrétariat est situé à Seattle dans l'État de Washington. Sa section française est la Société française d'étude et de traitement de la douleur (SFETD).
L'IASP publie le journal scientifique Pain. Elle offre un lieu d'échange aux scientifiques aux cliniciens et aux faiseurs de politique dans le but de stimuler et d'offrir un support à l'étude de la douleur. Elle offre aussi des services de traduction, car plus de 7 000 personnes établies dans 108 pays de par le monde y participent. Elle organise notamment chaque année depuis 2001 le congrès mondial de la douleur.

## Liste partielle des dirigeants
| Identité                              | Période            | Période      | Durée |
| Identité                              | Début              | Fin          | Durée |
| ------------------------------------- | ------------------ | ------------ | ----- |
| Rolf-Detlef Treede (d) (né en 1956)   | octobre 2014       | octobre 2016 | 2 ans |
| Lars Arendt-Nielsen (en) (né en 1958) | octobre 2018       | octobre 2020 | 2 ans |
| Claudia Sommer (d)                    | 1er septembre 2020 |              |       |